# Publius Atilius Aebutianus
Publius Atilius Aebutianus est un officier romain, nommé préfet de la garde prétorienne à partir de 185 jusqu'à sa mort en 188, sous le règne de l'empereur Commode.

## Biographie
Aebutianus est nommé préfet du prétoire avec Titus Longaeus Rufus, après l'exécution de leur prédécesseur Sextus Tigidius Perennis. Selon les sources antiques, Perennis aurait été éliminé par l'influent affranchi de Marc Aurèle devenu chambellan de Commode, Marcus Aurelius Cléandre ou Cléandre. Aebutianus reçoit le titre de vir clarissimus ainsi que les privilèges honorifiques associés avec l'octroi des ornements consulaires (ornamenta),,,.
En 188, Aebutianus subit un sort similaire à Perennis puisque, selon l'Histoire Auguste, il a été également assassiné par Cléandre qui a ensuite pris lui-même le commandement de la garde prétorienne,. Cet assassinat semble avoir été commandité par Commode qui élimine ainsi un allié de Burrus, exécuté pour son implication dans la conspiration de 186.

« [...] il [Cléandre] eut assez de crédit pour faire périr, sous l’inculpation de tentative d’usurpation, Burrus, beau-frère de Commode [...] ; plusieurs autres qui se mêlèrent de la défense de Burrus furent également mis à mort. De ce nombre fut le préfet Ébutianus, à la place duquel Cléandre lui-même, avec deux autres qu’il s’adjoignit, fut nommé préfet. On vit alors, pour la première fois, trois préfets du prétoire, dont un affranchi, qui fut spécialement chargé du glaive impérial. »

— Histoire Auguste, Vie de Commode, VI